# Kai Mahler
Kai Mahler (Fischenthal, 11 september 1995) is een Zwitserse freestyleskiër, gespecialiseerd op de onderdelen big air en slopestyle. Hij vertegenwoordigde Zwitserland op de Olympische Winterspelen 2014 in Sotsji.

## Carrière
Bij zijn wereldbekerdebuut, in januari 2011 in Kreischberg, eindigde Mahler op de vijfde plaats. Op de wereldkampioenschappen freestyleskiën 2011 in Deer Valley eindigde hij als zestiende op het onderdeel slopestyle. Tijdens de Olympische Jeugdwinterspelen 2012 in Innsbruck won Mahler goud in de halfpipe. Op de Winter X Games XVI en XVII in Aspen veroverde de Zwitser de zilveren medaille op het onderdeel big air. In januari 2014 stond hij in Breckenridge voor de eerste maal in zijn carrière op het podium van een wereldbekerwedstrijd. Op de Winter X Games XVIII veroverde de Zwitser de bronzen medaille op het onderdeel big air. Tijdens de Olympische Winterspelen van 2014 in Sotsji eindigde Mahler als zestiende op het onderdeel slopestyle.
Op 11 november 2016 boekte hij in Milaan zijn eerste wereldbekerzege. In Park City nam de Zwitser deel aan de wereldkampioenschappen freestyleskiën 2019. Op dit toernooi eindigde hij als elfde op het onderdeel big air.

## Resultaten

### Olympische Winterspelen
| Jaar | Plaats | Resultaat      |
| ---- | ------ | -------------- |
| 2014 | Sotsji | 16e Slopestyle |

### Wereldkampioenschappen
| Jaar | Plaats      | Resultaat      |
| ---- | ----------- | -------------- |
| 2011 | Deer Valley | 16e Slopestyle |
| 2019 | Park City   | 11e Big air    |

### Wereldbeker
Eindklasseringen
| Seizoen   | Algm | BA  | HP  | SS  |
| --------- | ---- | --- | --- | --- |
| 2010/2011 | 83e  | –   | 13e | –   |
| 2011/2012 | 184e | –   | –   | 34e |
| 2012/2013 | 125e | –   | –   | 22e |
| 2013/2014 | 81e  | –   | –   | 16e |
| 2015/2016 | 175e | –   | –   | 37e |
| 2016/2017 | 19e  | 4e  | –   | –   |
| 2017/2018 | 150e | –   | –   | 29e |
| 2018/2019 | 93e  | 9e  | –   | –   |
| 2019/2020 | 114e | 19e | –   | –   |

Wereldbekerzeges
| Datum            | Plaats | Onderdeel |
| ---------------- | ------ | --------- |
| 11 november 2016 | Milaan | Big air   |
| 11 februari 2017 | Quebec | Big air   |